# وحدة تشكيل مستعمرة القاعدية
وحدة تشكيل مستعمرة القاعدية (اختصارًا CFU-Baso أو CFU-Bas) هي وحدة تشكيل مستعمرة. ينشأ منها خلايا الدم البيضاء القاعدية.